# Little Big Planet 2
Pour les articles homonymes, voir Little Big Planet (homonymie).
Little Big Planet 2 — LittleBigPlanet 2 selon la graphie du logo, abrégé en  LBP2 — est un jeu vidéo qui permet de créer des niveaux et de les partager avec des amis. C'est un jeu de plates-formes développé par Media Molecule et édité par Sony Computer Entertainment.
Son slogan est « Un jeu de plate-forme. Une plate-forme de jeux. » (« A platform game. A platform FOR games. »).
Le jeu peut être joué avec le PlayStation Move.

## Histoire
L'histoire se passe après les évènements de Little Big Planet, et de sa version PSP. Un aspirateur de 1 300 volts, nommé le Négativitron, apparaît dans Craftworld (« Patchwork monde » en français) et aspire tous ses habitants, dont Sackboy (vous), le héros. Larry Da Vinci, chef du groupe « The Alliance » (l'Alliance en français), vient au secours de Sackboy. The Alliance et Sackboy doivent arrêter le Negativitron avant qu'il ne détruise Craftworld.

## Caractéristiques
Le joueur peut créer des mini-jeux de genres différents, comme des jeux de shoot, de course ou de casse-têtes.
Tous les niveaux créés par la communauté LittleBigPlanet sont disponibles dans le second opus, ainsi que les packs de jeu, tenues et musiques.
Il est possible de créer des Sackbots, c'est-à-dire des sackboys « robotisés » que le joueur peut régler en mode création. La taille et leur réaction sont personnalisables tout comme leur apparence physique.
Le joueur peut réaliser sa propre musique grâce à une palette d'instruments.
De nouveaux objets tels que le Creatinator ou le grappin font leur apparition. Il est aussi possible de prendre le contrôle d'animaux, comme un lapin, un hamster, un chien, un chameau ou une abeille.

## Présentation
Le jeu a été dévoilé durant la conférence Sony à l'E3 2010. À la Gamescom 2010, il fut possible d'y jouer dans un environnement spécial : dans un lit avec la télévision au plafond, dans une baignoire ou sur les cuvettes des toilettes. Sackboy (ou Sackgirl) est de retour, avec des nouveaux costumes et outils de création.

## Développement
Le 8 mai 2010, Media Molecule annonce officiellement sur son compte twitter que le jeu est en développement. Deux jours plus tard, le studio publie un trailer et des images.
Le 23 septembre 2010, le studio anglais annonce sur son site internet le report de la sortie du jeu. Ce fut l'occasion pour les développeurs de donner la date de sortie, le 19 janvier 2011 pour la France.
Le 13 septembre 2021, les serveurs en ligne du jeu ont été mis hors-ligne à cause de problèmes de DDoS et de failles, seuls les serveurs de LittleBigPlanet 3 sur la PlayStation 4 restent en ligne.

## Accueil et critiques
LittleBigPlanet 2 a été testé par le site Jeuxvideo.com et a reçu la note de 18/20. Le site Play3-Live lui a décerné la note de 18/20. Jeuxvideo.fr lui a accordé un 9/10 et le site JVN.com un 17/20.
Le jeu a reçu la note de 9/10 par le site uk.IGN.com ainsi que par Eurogamer.
Sa moyenne mondiale calculée par Metacritic est, à la date du 16 janvier 2011, de 92 % pour 32 reviews.